# Kenneth W. Kennedy

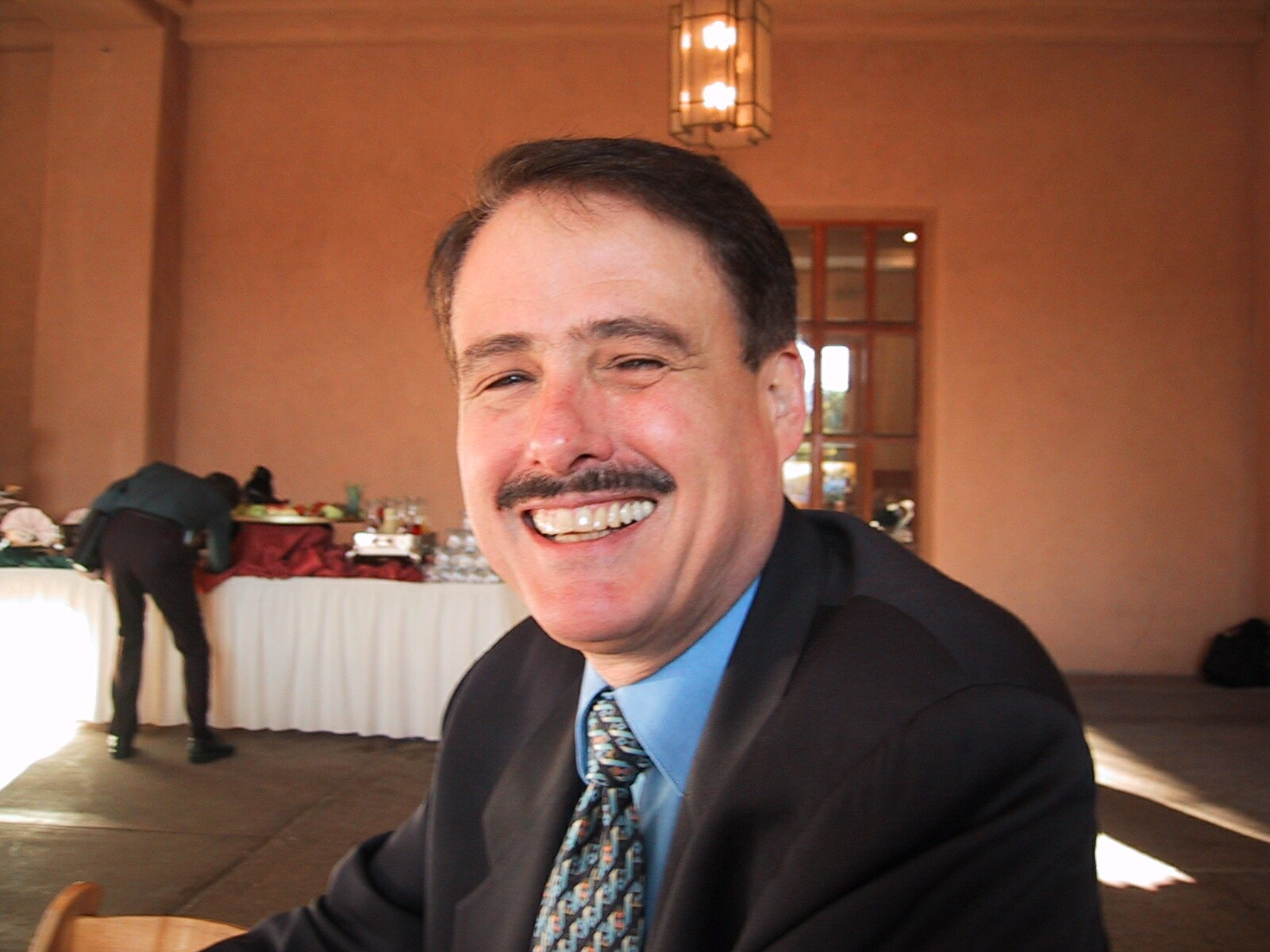
Ken Kennedy 2001

Kenneth W. „Ken“ Kennedy (* 12. August 1945; † 7. Februar 2007 in Houston) war ein US-amerikanischer Informatiker. Er war ein Pionier in der Entwicklung von Compilern für Parallelrechner.
Kennedy studierte Mathematik an der Rice University mit dem Bachelorabschluss 1967 (summa cum laude) und an der New York University mit dem Master-Abschluss 1969 und der Promotion in Informatik 1971 bei Jacob T. Schwartz. Außerdem war er dort ein Schüler von John Cocke. Danach war er an der Rice University, wo er 1980 Professor für Mathematik wurde und 1984 die Informatik-Fakultät gründete, der er bis 1988 vorstand. 1997 wurde er dort John and Ann Doerr Professor for Computational Engineering. 2002 wurde er University Professor. 1987 war er Gründer und erster Direktor des Rice Computer and Information Technology Institute und 1989 war er Gründer und Direktor des Center for Research on Parallel Computation (CRPC), später Center for High Performance Software Research (HiPerSoft) genannt.
Er befasst sich mit Entwicklung von Software für Parallelrechner und Vektorrechner und Optimierung von Compilern für wissenschaftliche Zwecke (speziell in verschiedenen Fortran Dialekten). In jüngster Zeit befasste er sich vor allem mit Software für Grid Computing.
1995 erhielt er den W. Wallace McDowell Award.
1997 bis 1999 war er Ko-Leiter des Beratungskomitees des US-Präsidenten in Informatik (PITAC), dessen Mitglied er 1997 bis 2001 war und an dessen Report Information Technology Research: Investing in our future von 1999 er wesentlich beteiligt war. 1990 wurde er Mitglied der National Academy of Engineering und 2005 der American Academy of Arts and Sciences. Er war Fellow der American Association for the Advancement of Science, der IEEE und der Association for Computing Machinery. 1999 erhielt er den ACM Sigplan Programming Languages Achievement Award.

## Schriften
- mit Allen Randy Optimizing Compilers for Modern Architectures: A Dependence-based Approach, Morgan Kaufmann 2002